# 融程電訊
融程電訊股份有限公司 （Winmate，臺證所：3416）是台灣一家專門製作強固型平板電腦和手持式裝置的公司，產品大多應用於航太、船舶、軍警、物聯網、交通運輸、車廠維修檢測、醫管、石化、和製程控制等利基產業。

## 歷史
- 1996年1月設立，並於同年取得美國ELO觸控螢幕代理權；
- 2000年4月成立無線區域網路研發團隊；
- 2007年產品取得 DNV (Det Norske Veritas) 挪威驗船協會認證；
- 2009年9月富比士雜誌評鑑為亞洲 200 大最具潛力中小型企業；
- 2013年4月投資TTX Canada INC，從事加拿大地區銷售拓展業務；
- 2015年1月在台灣證券交易所上市掛牌；
- 2015年4月手持式產品取得歐盟ATEX防爆認證；
- 2015年2月設立WinMate Communication US Inc, 從事北美地區之銷售及業務拓展[1]。
- 2015年設立 Winmate GmbH（德國子公司）
- 2017年2月取得新一代全平面電容觸控船舶用顯示器和電腦之DNV認証；
- 2018年3月取得12.1吋強固型電腦IP69K防水防塵等級之認證；
- 2018 年 12 月 通過 ISO 13485 醫療器材品質管理系統認證，進一步切入醫療級應用市場
- 2018 年推出 IP69K 防水產品，獲 ISO 13485 認證
- 2019–2020 年擴充多款 rugged 平板、多元垂直市場布局
- 2019–2020 年 推出車載電腦、醫療級平板與全尺寸 rugged 平板（4.3″～13.3″）等產品系列，滿足多樣化垂直市場需求
- 2020 年 拿下大型訂單，成為頂級客戶的主要 rugged tablet 解決方案供應商之一；年度營收與營業額強勢成長
- 2021 年第 4 季起：正式切入 Rugged Laptop 市場，並預計 2022 年 Q2 開始拉升營收貢獻
- 2024 年 啟用新一代位於新北市三重的總部大樓（10 層），以 S.P.A.C.E. 概念打造智慧、協作空間，同時導入節能、AI 安防與永續設計
- 2024年 成立日本與印度分公司
- 2025 天下雜誌六月份報導指出 Winmate 榜列 2025 年值得關注的十大工業科技企業，並透過 AI、IoT、5G 與邊緣運算深化產品組合佈局

## 外部連結
- 融程電全球網站 （页面存档备份，存于）
- （繁體中文） 台灣公司資料